# 水野理紗
水野理紗（1978年11月3日—），日本女性聲優。和尾木Pro THE NEXT所属。神奈川縣出生。上智大學文學部英文學科畢業。血型是A型，经常在乡田穗积担任音响监督的动画中出现。

## 參與作品
※粗體字為主要角色

### 電視動畫
2000年
- 烏龍派出所（白百合咲愛、同級生）
- 徽章戰士魂（秋葉原ナエ）

2001年
- 網球王子（越前菜菜子）
- 怪獸家族（加奈）
- 遊戲王怪獸之決鬥（シンディア）

2002年
- BOM BOM彈珠人太空戰士（沙度）
- 多啦A夢（女子）

2003年
- 神槍少女（エレノラ·ガブリエリ）
- 烏龍派出所（小花、天使隊員）
- 我要上太空（鈴成由子）

2004年
- 今天是魔王!（馮·溫克特卿·蘇珊娜·茱莉亞）
- KURAU Phantom Memory（野中ミドリ）
- 烏龍派出所（木村瑞希）

2005年
- 韋駄天翔（ユウキ）
- 奇幻魔法Melody（高橋遥）
- 絕對少年（藤堂麻子）
- 風人物語（雪緒）
- 魔界女王候補生（一条彩乃）

2006年
- 雙面騎士（莉雅·德·波蒙）
- （魔曇菜夜）
- 妖逆門（宇多）
- 暮蟬悲鳴時（赤坂雪繪）

2007年
- 威爾貝魯物語（イオナ）
- 家庭教師HITMAN REBORN!（歐蕾加諾）
- CODE-E（斎橋由真）
- 棋靈少女（二階堂沙織）
- 驅魔少年（ファン）
- 爆丸（茱莉）
- 暮蟬悲鳴時‧解（相談員）

2008年
- 吸血鬼騎士（星煉、若葉沙賴）
- 吸血鬼騎士 Guilty（星煉、若葉沙賴）
- 神枪少女第二季（克拉耶絲）
- 今天是魔王! 第3季（馮·溫克特卿·蘇珊娜·茱莉亞）
- 迷宮塔（艾塔娜）
- 隱王（時雨）
- Mission-E（齋橋由真）
- 幻影少年（園部清美）

2010年
- 妖怪少爺（奴良若菜）

2013年
- 八犬傳－東方八犬異聞－ 第2期（鏑木かやこ）

2014年
- 蟲師 蝕日之翳（母）
- 斬·赤紅之瞳！（娜潔坦、可羅）

2015年
- Go！Princess 光之美少女（如月玲子）
- 小長門有希的消失（女醫）

2016年
- 幸運邏輯（維洛妮卡·亞南可）
- 夏目友人帳 伍（三野〈母〉）

2017年
- 雛邏輯～來自幸運邏輯～（維洛妮卡·亞南可）

2018年
- 伊藤潤二驚選集（女子1、看護師、田中鈴枝、梨奈、堇、女學生、阿袖〈少女〉、岩井勝子）

2025年
- 一桿青空（美波的母親）

### OVA
- （朱臣響古）
- 暮蟬悲鳴時外傳 貓殺篇 （少年）

### 劇場版動畫
2004年
- 雲之彼端，約定的地方（笠原真希）

2005年
- 網球王子 （越前菜菜子）

2007年
- 秒速5公分（澄田花苗的姐姐、水野理紗）

2011年
- 追逐繁星的孩子（池田老師）

2013年
- 言葉之庭（NEWS Announcer 21:17）

### 舞台
- 第2回公演
- 第3回公演
- 第4回公演
- 第5回公演
- 第6回公演
- 第7回公演
- 第8回公演
- 第9回公演
- 第10回公演

### 廣播劇CD
- 今天是魔王!裏魔DX!（馮溫克特卿蘇珊娜·茱莉亞）

## 外部連結
- （日語）Aqua Chronicle （页面存档备份，存于）（官方網頁）
- （日語）http://le-panda.jugem.jp/ （页面存档备份，存于）（水野理紗Blog）
- （日語）http://www.oginext.com/women/mizuno.html （页面存档备份，存于）